# Phare d’entrée pacifique (arrière)
Le phare d’entrée pacifique (arrière) est un phare d’alignement actif situé à Balboa, à l’embouchure du canal de Panama, dans la province de Panama. Il est géré par la Panama Canal Authority .

## Histoire
La première station de signalisation a été mise en service en 1914. Ce feu directionnel arrière a été remplacé en 2010 par une tour plus élevée. Il est situé au nord du pont des Amériques.
Il fonctionne conjointement avec le phare d’entrée pacifique (avant).

## Description
Ce phare est une tour quadrangulaire métallique à claire-voie, avec une galerie et une balise de 25 m de haut. La tour est peinte en blanc et porte des panneaux rectangulaires blancs comme marque de jour . Il émet, à une hauteur focale de 45 m, un éclat vert par période de 3,5 secondes. Sa portée est de 19 milles nautiques (environ 35 km).
Identifiant : ARLHS : PAN031 - Amirauté :
G3200.1 - NGA : 111-0108 .
|                    |
| Pont des Amériques |

### Lien connexe
- Liste des phares du Panama